# Arroyo Abán
Arroyo Abán är en ort i Mexiko.   Den ligger i kommunen Tumbalá och delstaten Chiapas, i den sydöstra delen av landet, 800 km öster om huvudstaden Mexico City. Arroyo Abán ligger 524 meter över havet och antalet invånare är 123.
Terrängen runt Arroyo Abán är huvudsakligen kuperad, men åt sydost är den bergig. Runt Arroyo Abán är det ganska tätbefolkat, med 56 invånare per kvadratkilometer. Närmaste större samhälle är Yajalón, 18,5 km sydväst om Arroyo Abán. I omgivningarna runt Arroyo Abán växer i huvudsak städsegrön lövskog.